# گای تیس

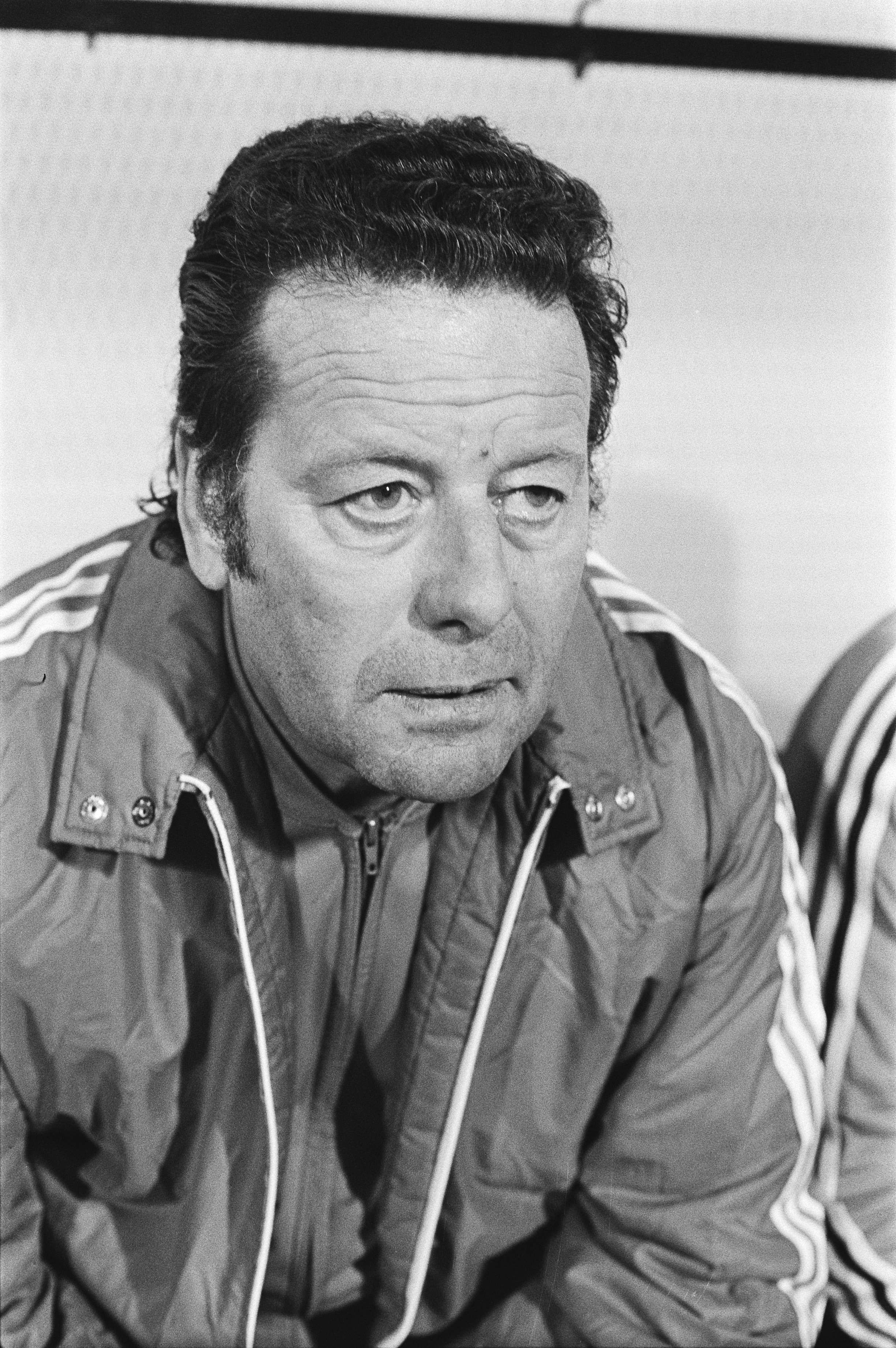
گای تیس در سال ۱۹۷۶

گای تیس (به انگلیسی: Guy Jean Léonard Thys) مربی بزرگ فوتبال بلژیک (زاده ۶ دسامبر ۱۹۲۲ در آنتورپ بلژیک - در گذشته در اول اوت ۲۰۰۳ در آنتورپ) بود.

## زندگی‌نامه
دوران بازیکنی وی از سال ۱۹۳۹ تا ۱۹۵۸ بود. او از سال ۱۹۵۴ به مربیگری فوتبال پرداخت. وی مربیگری تیم ملی بلژیک را از سال ۱۹۷۶ تا ۱۹۸۹ به عهده داشت. در جریان بازی‌های جام جهانی ۱۹۹۰ دوباره به تیم ملی بازگشت و سمت سرمربی گری را بر عهده گرفت و سرانجام در سال ۱۹۹۱ با دنیای مربی گری خداحافظی کرد. وی با تربیت نسلی از ستارگان ممتاز بلژیک نظیر یان کولمانز، انزو شیفو، اریک ژرتس، ژان ماری فاف و … تیم ملی این کشور را برای نخستین بار بعنوان یک تیم قدرتمند در سطح بین‌المللی مطرح نمود.

## افتخارات
- عنوان نایب قهرمانی جام ملت‌های اروپا ۱۹۸۰ در ایتالیا
- عنوان چهارمی جام جهانی ۱۹۸۶ مکزیک